# Резников, Арон Наумович
Аро́н Нау́мович Ре́зников (18 [31] мая 1915, Минск — 2 октября 1999, Тольятти, Самарская область) — советский и российский учёный, специалист в области обработки металлов, один из основателей теплофизики резания металлов. Первый ректор Тольяттинского политехнического института, доктор технических наук, профессор, заслуженный деятель науки и техники РСФСР.

## Биография
Родился в 1915 году в Минске в семье студента механического отделения Варшавского политехнического института Наума Иосифовича Резникова, впоследствии видного советского учёного, специалиста в области обработки металлов резанием, доктора технических наук, заслуженного деятеля науки и техники РСФСР и его жены Бейли Гехт. Первые годы жизни жил с матерью в Толочине. А в январе 1918 года, после того, как Наум Резников окончил институт и получил место заведующего техническим отделом екатеринославского завода «Сатурн», он смог перевезти жену с сыном в Екатеринослав (ныне Днепр), где уже жили его родственники.
В Екатеринославе Наум Резников работал заведующим технического отделом завода «Сатурн» и преподавал в еврейском технологическом техникуме, затем в Днепропетровском горном институте и на паровозоремонтном заводе. Берта Резникова, окончившая зубоврачебные курсы, открыла стоматологический кабинет. Жили в доме 40 по улице Четвёртой Чечелевке (ныне улица Камчатская), затем на проспекте Маркса. Арон окончил 4 класса местной школы № 2.
В 1928 года семья Резниковых переехала в Харьков, где в 1930 году Арон окончил семилетнюю школу № 32. Вероятно, профессия отца оказала влияние на юношу, так как он в том же году поступил в Харьковский машиностроительный и конструкторский техникум при заводе «Свет шахтера» на специальность «Холодная обработка металлов». Окончив два курса техникума, в 1932 году Арон Резников поступил в Харьковский механико-машиностроительный институт (ХММИ) на специальность «Двигатели внутреннего сгорания», а спустя год перевёлся на «Механосборочное производство», куда и хотел изначально поступать, но не было набора. В 1938 году окончил институт с красным дипломом, получив звание инженера-механика. По распределению попал на Харьковский завод текстильного машиностроения им. Т. Г. Шевченко, где работал технологом инструментального цеха, затем заместителем начальника механического цеха, в октябре 1939 года поступил в аспирантуру ХММИ, хотя и не отработал ещё положенного по распределению срока, но руководство предприятия сочло целесообразным позволить молодому специалисту учиться дальше.
В аспирантуре при кафедре резания металлов Резников досталась научно-исследовательская тема, которую следовало выполнить по договору с бюро технических нормативов Наркомата станкостроения СССР. В течение 1940 года Резников провел все предусмотренные планом работ эксперименты и составил отчеты по основным разделам темы, один комплект отчетов был отправлен заказчику в Москву.
В октябре 1940 года Арон Резников стал членом ВКП(б), весной 1941 года сдал кандидатский минимум.
После начала Великой Отечественной войны Арон Резников как лейтенант запаса руководил взводом народного ополчения, который сооружал на территории института щели, служившие для укрытия во время авианалётов, а затем был направлен на один из заводов для налаживания производства военной продукции. В октябре 1941 семья профессора Наума Резникова вместе с другими научными работниками Харькова была эвакуирована в Алма-Ату, под эвакуацию попал и Арон Наумович. В эвакуации Арон Наумович несколько месяцев работал мастером ремесленного училища. В январе 1942 года по рекомендации отца, ставшего заведующим кафедрой технологии металлов и дерева Казахского сельскохозяйственного института, был назначен главным инженером мастерских КазСХИ, которым было поручено в кратчайшие сроки наладить производство противотанковых гранат Сердюка. Резников сумел наладить производство, которое работало до апреля 1942 года, когда от гранат было решено отказаться в пользу более надежных противотанковых ружей, мастерские переключились на ремонт тракторов.
В 1943 году Арон Резников по совместительству стал также главным инженером отдельной конструкторской группы наркомата обороны СССР. Группа, созданная по инициативе бронетанкового управления Красной Армии, разрабатывала проект танка на паровом двигателе. Научным руководителем группы был А. А. Гухман, также в её работе принимали участие А. Леймер, М. Д. Вайсман, Я. Л. Геронимус и армейские специалисты. Резников контролировал технологичность разрабатывавшихся узлов, возможность их изготовления, а также занимался проектированием насоса высокого давления для подачи конденсата из радиатора в котёл. Группой был разработан предварительный проект танка КВ с паровым двигателем, изготовлен испытательный стенд с радиатором и вентилятором, однако разместить в существующем корпусе конденсаторное оборудование с достаточной для боевых условий защищённостью не удалось, а так как сохранение конструкции корпуса было основным требованием заказчика, то в начале 1944 года проект был закрыт.

### Куйбышев
Вслед за отцом, защитившим в 1943 году докторскую диссертацию, Арон Наумович решил защитить кандидатскую диссертацию, так как перелом в войне уже позволял продолжать учёбу. Находясь в командировке в Москве ему удалось снять копии с двух томов отчётов о своих экспериментах, выполненных до войны в Харькове по заказу бюро технических нормативов. Последний том отчетов и справка о сдаче кандидатского минимума были обнаружены в ХММИ, эвакуированном в Красноуфимск. Полный комплект документации по экспериментам позволил Резникову восстановиться в аспирантуре Куйбышевского индустриального института аспирантом третьего года обучения, после чего, в 1944 году Резниковы переехали в Куйбышев, куда полугодом ранее был переведён и Наум Иосифович Резников, назначенный профессором местного авиационного института.
28 июня 1945 года Арон Резников защитил кандидатскую диссертацию в учёном совете Московского автомеханического института. В 1947 году получил должность доцента на кафедре КИИ «Режущий инструмент». С декабря 1951 года по сентябрь 1960 года был деканом механического факультета КИИ. Одновременно работал над докторской диссертацией на тему «Температурное поле и тепловые потоки при резании металлов», которую успешно защитил в 1959 году.
В июне 1960 года Арон Резников был утверждён в звании доктора технических наук, и в сентябре того же года он возглавил кафедру резания и режущего инструмента Куйбышевского индустриального института и одновременно отраслевую научно-производственную инструментальную лабораторию, в которой создавались новые конструкции режущих инструментов. Как глава лаборатории входил в технико-экономический совет Средневолжского Совнархоза, возглавлял инструментальную секцию этого совета.

## Научная деятельность
Свою основную научную тему — теплофизику резания — Арон Наумович начал разрабатывать в начале 1950-х годов. Его первая статья, посвящённая данному направлению, вышла в 1953 году в трудах областной научно-технической конференции, посвящённой скоростному резанию.
В 1959 году была опубликована первая монография Резникова «Температура и охлаждение режущих инструментов»
После защиты кандидатской диссертации получил должность преподавателя на кафедре резания металлов. Начал писать докторскую, разрабатывая малоизученное направление — теплофизику резания. Ему удалось создать систему расчёта температур в зоне резания при различных методах обработки заготовок лезвийным инструментом. В 1959 году он успешно защитил докторскую диссертацию на тему «Температурное поле и тепловые потоки при резании металлов».
В 1967 году Резникову предложили создать и возглавить Политехнический институт в Тольятти, где до этого времени существовал лишь филиал Куйбышевского политехнического института. Вместе с Ароном Наумовичем в Тольятти переехали с семьями и десять научных сотрудников, его друзей и учеников.
Институт пришлось создавать практически с нуля. Необходимо было формировать новые кафедры, открывать новый автомобилестроительный факультет. Уже в 1968 году была открыта аспирантура, но научных кадров не хватало, так что Резников активно приглашал на работу в Тольятти учёных из других городов. Уже через четыре году Тольяттинский политехнический институт был вузом первой категории. Через 10 лет в нём работало уже 7 докторов и 151 кандидат наук, в 10 раз вырос объём проводимой научной работы, в два раза выросло число студентов. Были построены корпуса технологического и автомобильного факультетов, студенческая столовая, спортивный корпус, механические мастерские. Формировались научные школы, было зарегистрировано 1134 изобретения.

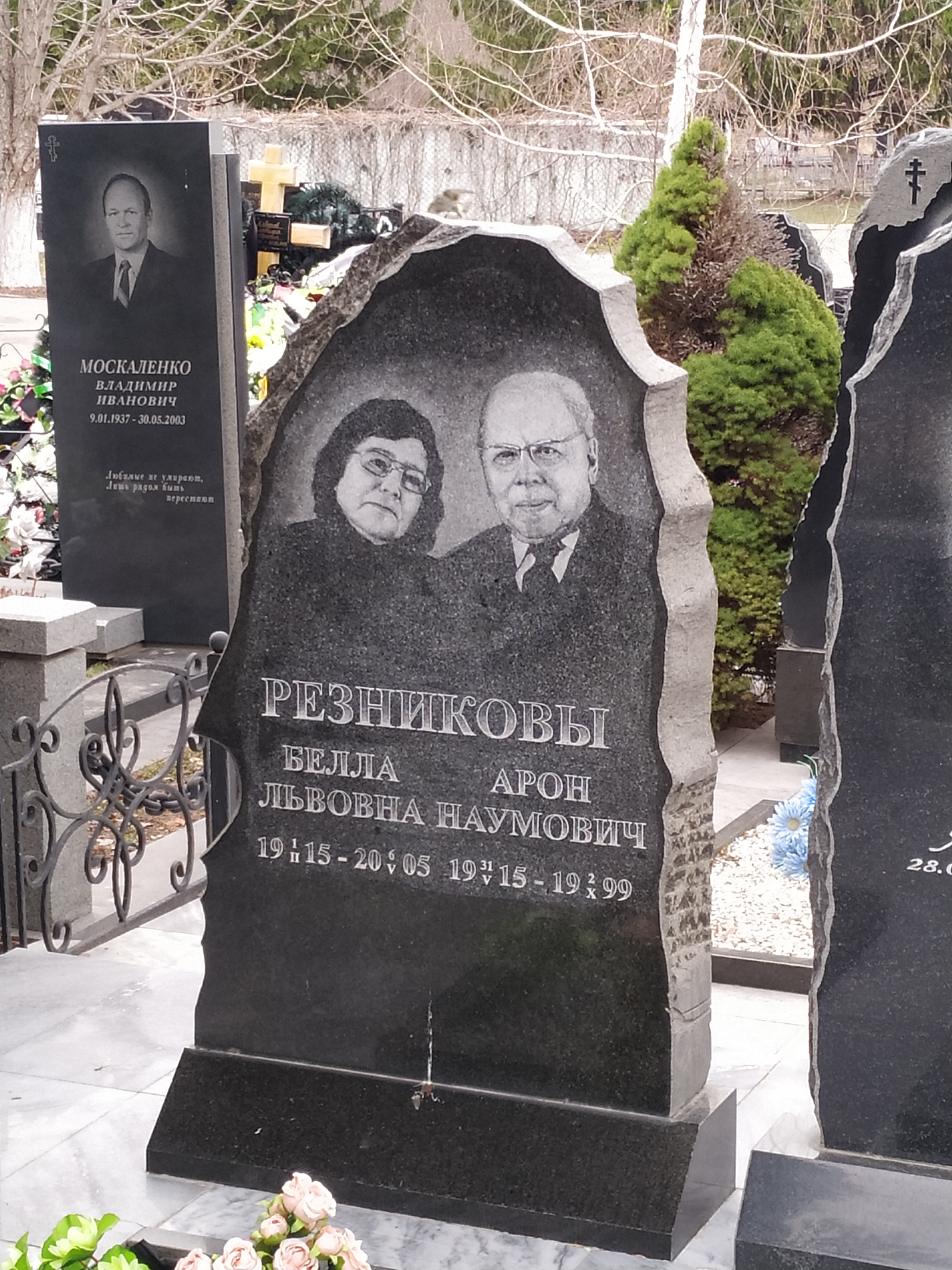
Могила Арона Резникова

В 1979 году Резников оставил пост ректора и возглавил кафедру резания, станков и инструментов ТПИ.
Всего им было опубликовано свыше 300 научных работ, в том числе 13 монографий, подготовлено свыше 60 кандидатов наук.
Автор двух книг: мемуаров и философских размышлений.
Скончался 2 октября 1999 года прямо за своим рабочим столом. Похоронен на Баныкинском кладбище Тольятти.
В Тольяттинском государственном университете, преемнике ТПИ, установлен горельеф первому ректору. С 2005 года проводится международная научно-практическая конференция «Резниковские чтения».
Увлекался фотографированием.

## Семья
Мать, Бейля (Берта) Гехт-Рехникова рано осиротела, как старшая заботилась о своих трех младших сёстрах и брате. Окончила зубоврачебную школу, стоматологический институт, практиковала как зубной врач. Решила стать терапевтом и в 47 лет поступила на третий курс Харьковского мединститута, который успешно окончила.
Младший брат — Борис Наумович Резников, профессор и декан Казахского сельскохозяйственного института, учёный в области сельскохозяйственной техники.
В 1933 году во время отдыха на курорте встретил Беллу Бержигал (1915—2005), которая приехала на курорт также из Харькова, в 1937 году они поженились. У четы было двое детей, дочь Инна (1938—2018) и сын Лев (род. 1951).
Внучка — Ольга Вавилина (1961—2025).

## Деятельность
Арон Резников внёс значительный вклад в становление и развитие теории тепловых процессов при резании материалов лезвийными, абразивно-алмазными режущими инструментами. Им было создано новое направление в теории механической обработки материалов — теплофизика резания.
За годы работы опубликовал более 240 работ, в том числе 11 монографий. Подготовил более 60 кандидатов наук.

## Память
В его честь проводится Международная научно-техническая конференция «Резниковские чтения».

## Звания и награды
- Орден «Знак Почёта»[54];
- медаль «Ветеран труда»[54];
- медаль «За доблестный труд. В ознаменование 100-летия со дня рождения Владимира Ильича Ленина»[54];
- Заслуженный деятель науки и техники РСФСР[54][55];
- золотая, две серебряные и две бронзовые медали ВДНХ[54];
- почётный знак Союза Советских обществ дружбы и культурной связи с зарубежными странами «За вклад в дело дружбы»[54];
- Почётный гражданин города Тольятти (30 мая 1995)[54].